# 文明变革2
《文明变革2》是一个于2014推出的文明游戏，也是《文明变革》的续篇，由Firaixs游戏开发、席德·梅尔作为设计师，为便携式平台设计。游戏对应Android、iOS和PlayStation Vita平台